# Margrit Linck-Daepp
Margrit Linck-Daepp (geb. 11. November 1897 in Oppligen; gest. 2. Dezember 1983 in Bern), auch bekannt als Margrit Linck, war eine Schweizer Keramikkünstlerin.

## Leben
Margrit Daepp wuchs als Tochter des Tierarztes Ernst Daepp und seiner Frau Anna Maria geb. Forrer in Wichtrach im Kanton Bern auf. Ab 1916 machte sie eine Lehre in der Töpferei Moser in Wichtrach und besuchte Kunstgewerbeschulen und -akademien in Bern, dann in München und 1924 bis 1925 in Berlin. Im Jahr 1927 heiratete sie den Bildhauer Walter Linck. Bis 1930 lebten die beiden in Paris. Linck-Daepp lernte dort das Bildhauerehepaar Germaine Richier und Otto Charles Bänninger sowie den Künstler und Kunstsammler Serge Brignoni und den Bildhauer Alberto Giacometti kennen. 1930 folgte die Rückkehr in die Schweiz. Ab 1935 führte Linck-Daepp ihre eigene Töpferei in Wabern bei Bern, ab 1941 in Reichenbach (Gemeinde Zollikofen). Sie schuf und verkaufte von der Moderne geprägte Gebrauchskeramik; neben dem Kunsthandwerk widmete sie sich künstlerischen Arbeiten.

## Werk
Ab Ende der 1930er-Jahre entstanden Plastiken, die von Surrealismus und aussereuropäischer Kunst beeinflusst waren, die Linck-Däpp in ihrer Pariserzeit kennenlernte. Anfang der 1940er-Jahre begann sie, ihre Skulpturen zu bemalen und zu lasieren. In den 1950er-Jahren wurden die Formen ihrer Plastiken schlanker. Figürliche Details deutete Linck-Daepp in der Bemalung an. Ende der 1950er-Jahre wandte sie sich von der Töpferscheibe ab. Die Formen wurden gröber, die Oberflächen rauer. Nach einer Schaffenspause begann Linck-Daepp ab Ende der 1970er-Jahre ihr Spätwerk, das oft surrealistische, lehmfarbenen Figuren zwischen Mensch und Tier darstellt.
 Später konzentrierte sie sich auf Formstudien, indem sie auf der Töpferscheibe gedrehte und weiss glasierte Vasen herstellte, bei denen Gebrauchs- und Kunstform zusammenfallen und für welche Linck heute vor allem noch bekannt ist und geschätzt wird.
Ihre Werke sind im Kunstmuseum Olten, im Museum für Gestaltung Zürich und im Schweizerischen Nationalmuseum in Zürich zu finden.

## Ausstellungen
- 1949: Ausstellung zusammen mit Werken von Oskar Dalvit und Joan Miró, Kunsthalle Bern
- 1984: «Hommage à Margrit Linck», Galerie Medici, Solothurn
- 1994: Ausstellung zusammen mit Werken Walter Lincks (als Teil der Ausstellungsreihe «Künstlerpaare – Künstlerfreunde»), Kunstmuseum Bern
- 2019: «Linck. Reloaded», Kunstmuseum Olten[1]
- 2023: «Margit Linck – Pionierin der Keramik», Museum für Gestaltung Zürich[5]